# Porcelia ponderosa
Porcelia ponderosa (Rusby) Rusby – gatunek rośliny z rodziny flaszowcowatych (Annonaceae Juss.). Występuje naturalnie w Peru oraz brazylijskim stanie Acre. 

## Morfologia
PokrójZimozielone drzewo dorastające do 20 m wysokości.
LiścieNaprzemianległe. Blaszka liściowa jest o spiczastym wierzchołku.
OwocePojedyncze, pękające. Osiągają 15 cm długości.

## Biologia i ekologia
Rośnie w lasach pierwotnych.